# OmBC (verbrandingsmotorrijtuigen)

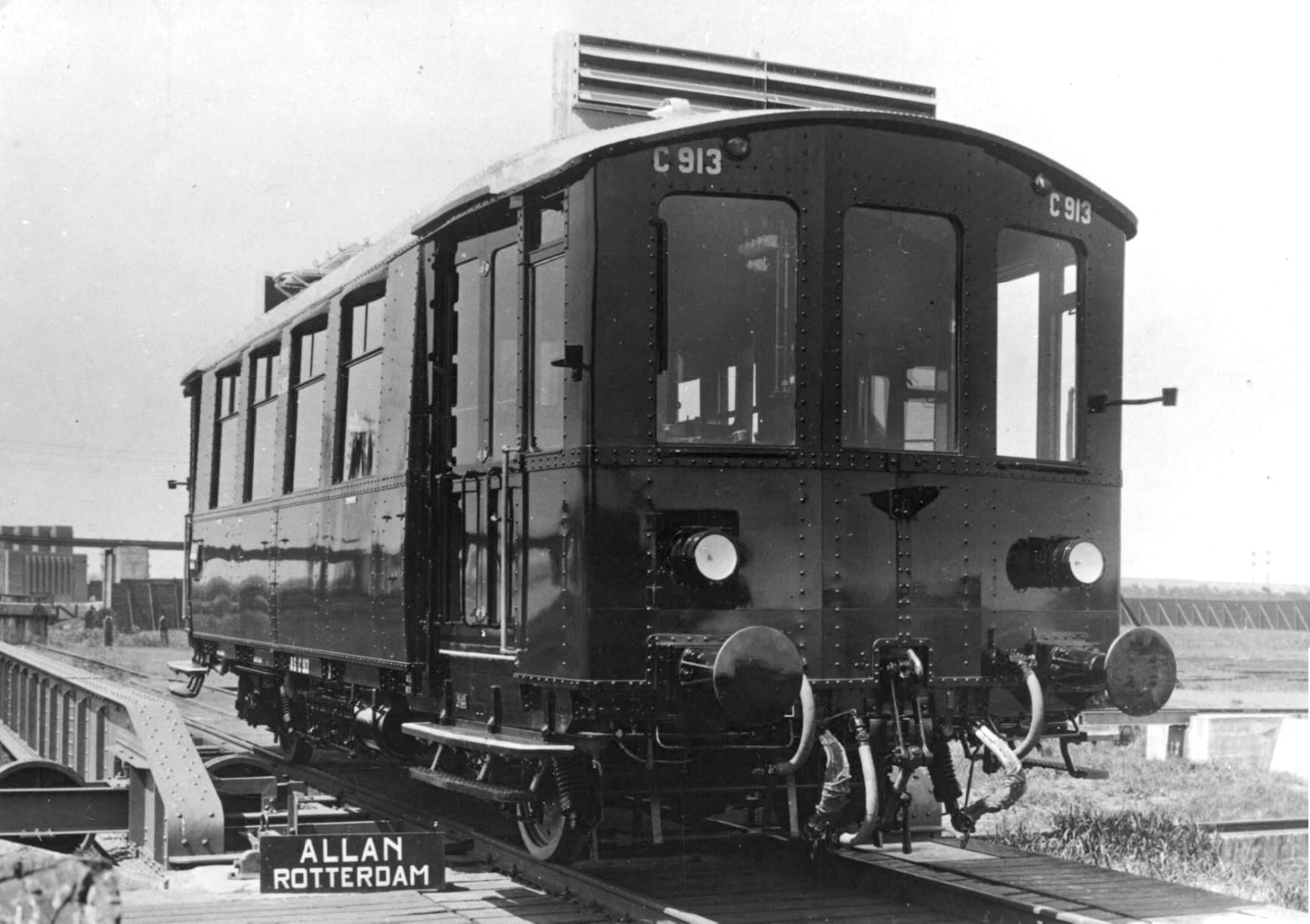
Fabrieksfoto van een Ome Ceesje in 1929.

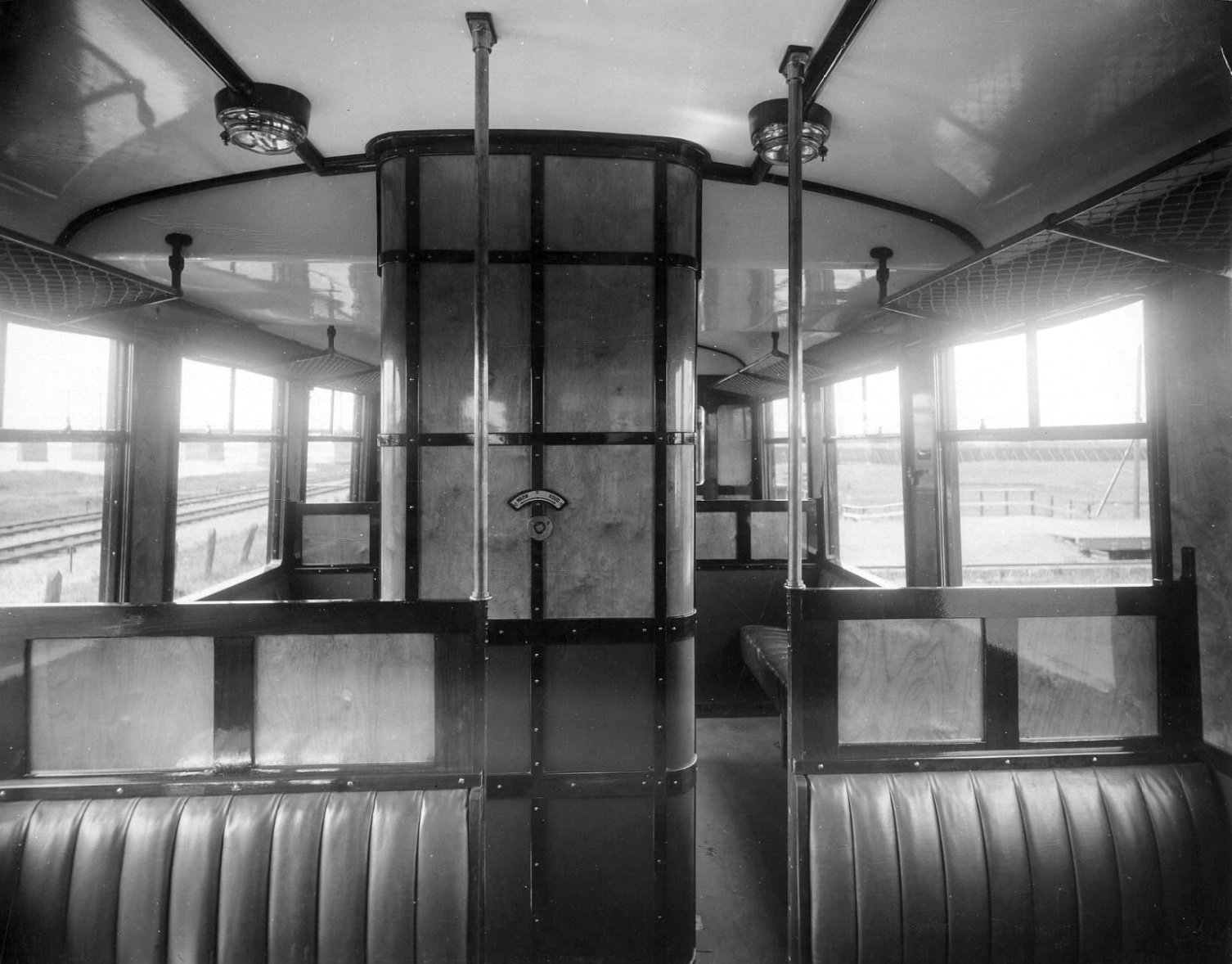
Interieur van een Ome Ceesje in 1929.

In de typologie van de Nederlandse Spoorwegen staat omBC voor een "oliemotorrijtuig" met een B-afdeling (tweede klasse) en een C-afdeling (derde klasse), naar hedendaagse maatstaven resp. eerste klas en tweede klas. Daarnaast bestonden versies met uitsluitend derde klasse (omC).
De korte, hoekige tweeassige versies van deze verbrandingsmotorrijtuigen werden in de volksmond ook wel "ome Ceesje" genoemd, afgeleid van de afkorting omC en van het radiohoorspel Ome Keesje uit de jaren dertig met Willem van Cappellen. Ze reden in hun eerste levensjaren op benzine, maar ze kregen later een dieselmotor. Ze hadden dezelfde kleur als het Materieel 1924 (de "Blokkendozen" en "Stofzuigers" uit de jaren twintig).

## Achtergrond
Vanaf de jaren twintig voerde de NS deze rijtuigen in. De belangrijkste reden voor de aanschaf van verbrandingsmotorrijtuigen was een beoogde vermindering van de exploitatiekosten: ze hadden minder onderhoud nodig en er was minder personeel nodig dan bij stoomtractie. De eerste series maakten gebruik van benzinemotoren, later werden dit dieselmotoren. Met name de vierassige series motorrijtuigen kwamen zwaar gehavend uit de Tweede Wereldoorlog, onder meer door de vernielingen die bij de Duitse aanval op Nederland in 1940 op het station Zwolle werden aangericht in een poging infrastructuur en materieel niet in handen van de Duitsers te laten vallen.

## Indeling
De NS had 18 vierassige omBC-motorrijtuigen in gebruik, met de bouwjaren:
- 1923: omBC 1901-1903
- 1929: omBC 1904-1910
- 1937: omBC 2901-2908

Daarnaast waren er zowel twee- als vierassige omC-rijtuigen, dus met alleen een C-afdeling (derde klasse):
- 1924: omC 1921-1930 (vierassig, oorspronkelijk omC 1901-1910)
- 1927: omC 901-908 (tweeassig)
- 1929: omC 911-916 (tweeassig)

### OmBC 1901-1903 en omC 1921-1930

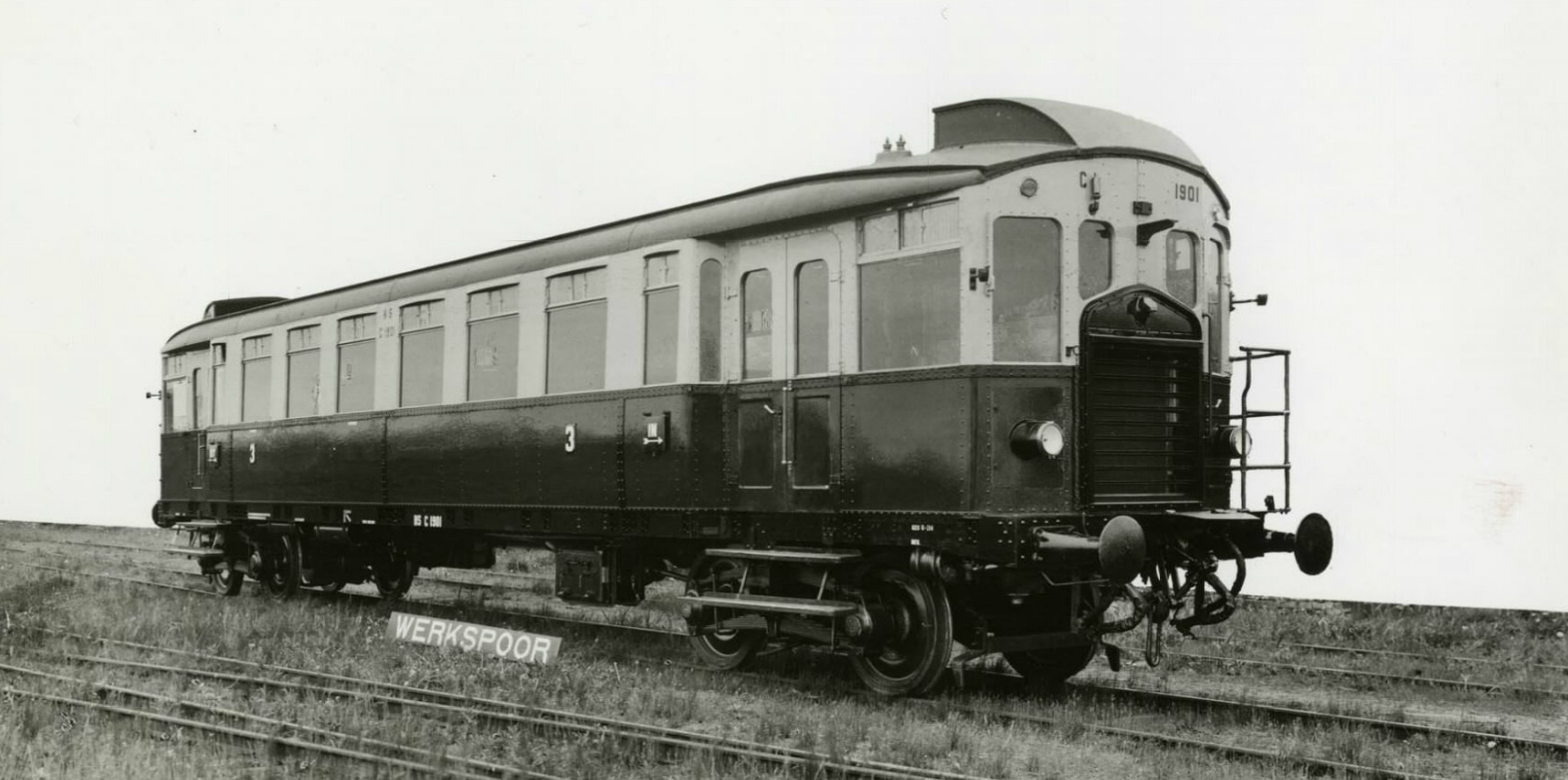
OmBC 1901 op het terrein van Werkspoor in Utrecht.

De eerste serie van drie verbrandingsmotorrijtuigen van de NS werd gebouwd door de Duitse firma Linke Hofmann en werd voorzien van benzinemotoren met mechanische overbrenging van AEG. Een vervolgserie van tien rijtuigen werd gebouwd door Werkspoor en Beijnes, eveneens met benzinemotoren. Deze rijtuigen waren technisch vergelijkbaar, maar hadden alleen derde klasse. De serie was aanvankelijk 1901-1910 genummerd, waarbij alleen de aanduiding omC hen onderscheidde van de omBC 1901-1903. In 1934 werden de omC 1901-1910 omgenummerd tot 1921-1930. De omBC 1901-1903 werden in 1923 in dienst genomen, de omC 1921-1930 een jaar later.

### OmC 901-908

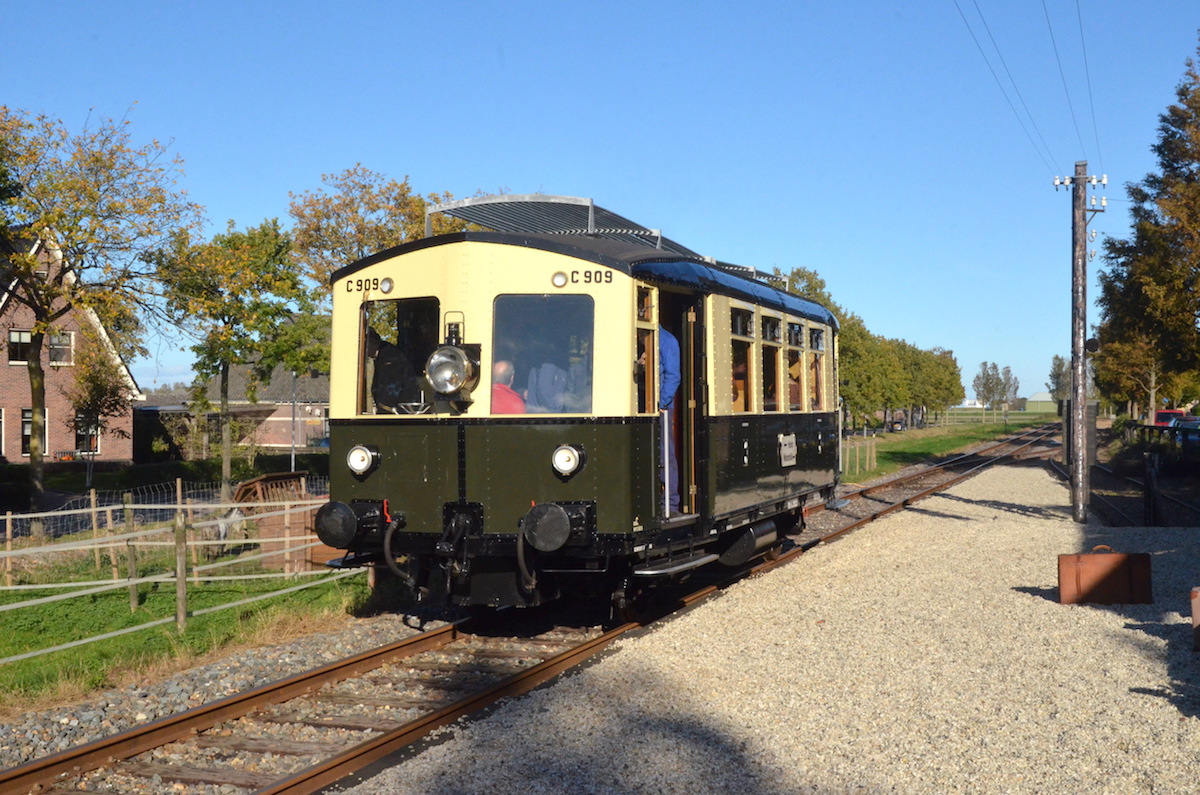
De door de SGB in 2018 nagebouwde motorwagen NS omC 909 op bezoek bij de SHM, te Opperdoes. (2018)

De omC 901-908 waren lichte tweeassige motorrijtuigen met een dieselmotor, bestemd voor de pas aangelegde tramlijnen op Zuid-Beveland (Spoorweg-Maatschappij Zuid-Beveland). De wagens waren ingericht voor eenmanbediening en er reed geen conducteur mee. Al na enkele jaren werd de dienst op Zuid-Beveland flink ingekrompen en kwam een deel van de rijtuigen elders terecht, onder meer op Gouda - Alphen - Leiden en korte tijd in Noord-Holland (Hoorn - Venhuizen - Enkhuizen en Alkmaar - Warmenhuizen). Op twee na werden de rijtuigen in 1938-1939 omgebouwd tot dienstvoertuigen voor bovenleidingmontage. In 2018 werd door de Stoomtrein Goes - Borsele op basis van een Uerdinger Schienenbus een replica nagebouwd, die het nummer omC 909 kreeg. In 2022 kwam daar een tweede replica bij, met het nummer omC 910.

### OmC 911-916
Deze serie was vergelijkbaar met de 901-908, met als belangrijkste verschil een benzinemotor in plaats van een dieselmotor. De serie, die in 1929 in dienst kwam, was bestemd voor de stoptreindiensten vanuit Hoorn (Zaandam - Hoorn - Enkhuizen, Hoorn - Medemblik en Hoorn - Alkmaar). Enkele jaren later werden de diensten daar (weer) door stoomtreinen gereden en de motorrijtuigen kwamen terecht op tramdiensten in Noord-Holland rond Hoorn en Alkmaar. Na opheffing van enkele daarvan verhuisden de rijtuigen naar Gouda - Alphen aan den Rijn - Leiden en weer enkele jaren later (1938) naar Zeeland, waar ze tot 1949 bleven. Drie rijtuigen werden tot dienstvoertuigen omgebouwd, de rest werd in 1949 afgevoerd.

### OmBC 1904-1910

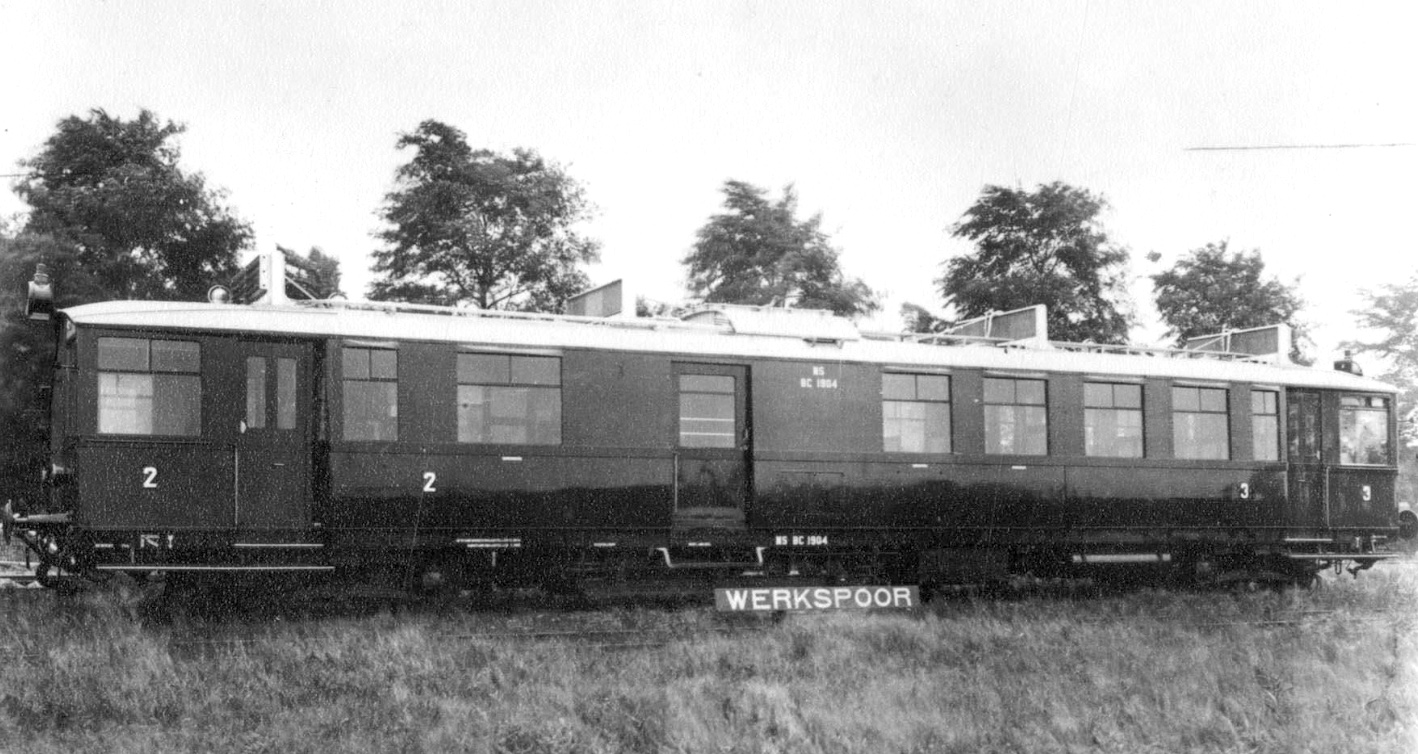
OmBC 1904 op het terrein van Werkspoor in Utrecht.

Deze serie van zeven motorrijtuigen werd genummerd aansluitend aan de 1901-1903, maar was technisch verschillend. AEG bouwde inmiddels geen aandrijvingen meer voor motorrijtuigen en deze serie werd geheel door Werkspoor gebouwd. De benzinemotoren van DWK waren sterker dan die van de 1901-1903. De serie was bestemd voor de Woldjerspoorweg (Groningen - Slochteren - Delfzijl), maar reed later ook vanuit Zwolle.

### OmBC 2901-2908
De motorrijtuigen van de derde serie omBC's, de omBC 2901-2908 hadden dieselmechanische aandrijving. De 8 motorrijtuigen werden in 1937 gebouwd door Werkspoor met als voorbeeld de omBC 1904-1910, echter met een uiterlijk dat was ontleend aan het stroomlijnmaterieel. De rijtuigen waren eigenlijk bedoeld voor de hoofdlijnen in Noord-Holland ten noorden van het Noordzeekanaal, maar zijn elders ingezet.
ZHESM-materieel · Mat '24 · Verbrandingsmotorrijtuigen omBC · Stroomlijnmotorrijtuig omBC · Blauwe Engel · Kameel · Motorpost · DH 1 (Wadloper) · mDDM